# Лесные пожары в Орегоне (2020)
Основные лесные пожары в американском штате Орегон 2020 года охватили северо-центральную и юго-западную части штата.
5 июля 2020 года Департамент лесного хозяйства штата Орегон объявил о начале сезона лесных пожаров.
За июль 2020 года 90 % лесных возгораний были вызваны людьми, что больше среднегодовых 70 %. Возможно, это является следствием увеличения количества отдыхающих на природе из-за пандемии COVID-19. По состоянию на 3 августа 2020 года, случилось 54 пожара, вызванных молниями, сгорели 795 акров. 413 пожаров были вызваны людьми, сожжено было 1693 акров.
В начале сентября сильный ветер и продолжительная засуха вызвали быстрое распространение пожаров в Орегоне. Более 1 000 000 акров сгорело, и более 40 000 людей было эвакуировано, ещё более 500 000 человек были подготовлены к возможной эвакуации. Погибло, по меньшей мере, 21 человек. Города Феникс и Талант в Орегоне были сильно повреждены пожаром Альмеда. 11 сентября власти заявили, что готовятся к развитию событий с возможной гибель людей.
По состоянию на 11 сентября, 600 домов и 100 коммерческих сооружений были уничтожены пожаром Альмеда. По заявлению чиновников, возгорание было вызвано человеком. 11 сентября,  по подозрению в поджоге, арестовали человека, уничтожившего несколько домов в Фениксе. Отдельное уголовное расследование в отношении места происхождения пожара Альмеда в Ашленде продолжается.
Ниже приведен список пожаров, охвативших огнем более 1000 акров, или повлекших значительные структурные повреждения или гибель людей.
| Название пожара         | Оригинальное название       | Расположение | Сожженная зона (акров) | Дата начала | Дата прекращения | Причина возгорания                                                                | Примечание           |
| ----------------------- | --------------------------- | ------------ | ---------------------- | ----------- | ---------------- | --------------------------------------------------------------------------------- | -------------------- |
| Нилс-Хилл               | Neals Hill                  | Харни        | 3391                   | 5 августа   | 13 августа       | молния                                                                            | [ 11 ] [ 12 ]        |
| Фрог                    | Frog                        | Крук         | 4020                   | 16 августа  | 31 сентября      | молния                                                                            | [ 13 ]               |
| Грин-Ридж               | Green Ridge                 | Дешутс       | 4338                   | 16 августа  | 1 сентября       | молния                                                                            | [ 14 ]               |
| Индиан-Крик             | Indian Creek                | Малур        | 48128                  | 16 августа  | 16 сентября      | молния                                                                            | [ 15 ]               |
| Пи-515                  | P-515                       | Джефферсон   | 4609                   | 16 августа  | 13 ноября        | молния                                                                            | [ 16 ] [ 17 ]        |
| Лайонсхид               | Lionshead                   | Джефферсон   | 136346                 | 16 августа  | 13 ноября        | молния                                                                            | [ 18 ] [ 19 ] [ 17 ] |
| Уайт-Ривер              | White River                 | Уаско        | 17383                  | 17 августа  | 13 ноября        | молния                                                                            | [ 20 ]               |
| Лорел                   | Laurel                      | Уилер        | 1257                   | 19 августа  | 31 августа       |                                                                                   | [ 21 ]               |
| Холидей-Фарм            | Holiday Farm                | Лейн         | 156708                 | 7 сентября  | 26 октября       | неизвестно                                                                        | [ 22 ] [ 23 ]        |
| Браттейн                | Brattain                    | Лейк         | 1000                   | 7 сентября  | 6 октября        | человек                                                                           | [ 24 ]               |
| Ту-фор-Ту               | Two Four Two                | Кламат       | 14450                  | 7 сентября  | 10 октября       |                                                                                   | [ 25 ]               |
| Гора Чехалем — Пик Болд | Chehalem Mountain–Bald Peak | Вашингтон    | 2000                   | 8 сентября  | 14 сентября      | неизвестно                                                                        | [ 26 ] [ 27 ]        |
| Риверсайд               | Riverside                   | Клакамас     | 130052                 | 8 сентября  | 3 декабря        | неизвестно                                                                        | [ 28 ]               |
| Альмеда                 | Almeda                      | Джэксон      | 3000                   | 18 сентября | 14 сентября      | Подозрение на поджог, 3 000 домов и прочих зданий уничтожено; 3 человека погибло. |                      |
| Арчи-Крик               | Archie Creek                | Дуглас       | 107500                 | 10 сентября | 16 ноября        | неизвестно                                                                        | [ 33 ] [ 34 ]        |